# 王佩英
王佩英（1915年3月14日—1970年1月27日），女，河南開封人，原铁道部铁路专业设计院职工，因對毛澤東持異議并公开支持刘少奇，在文化大革命期间刘少奇被打倒后，被以现行反革命罪名遭迫害、處決，文化大革命结束后获得平反。

## 生平

### 早年生活
7歲時母親去世，12歲時父親過世，16歲時考入天主教开封教区主顾修女会所办靜宜女子中學，王佩英從這所教會學校初中畢業。1934年，王佩英與張以成（1911年生，河北保定地区人，朝阳大学法律系毕业）結婚，而後前往北平，不久長女玲玲出生（11歲時夭折）。1940年，長子張運生出生，家境清貧。1940年冬，全家返回開封（時為日本佔領）。1941年，張以成在中華通訊社擔任明碼譯電員，後被日本憲兵錯抓入獄，獲釋後引起中共地下黨注意，1943年，張以成祕密加入中共。1948年，王佩英加入中國新民主主義青年團。

### 调入专业设计院
1949年中国人民解放军攻占郑州，此后王佩英开始在郑州邮局工作，同年调往郑州铁路局秘书室任业务员。1950年，王佩英申請加入中国共产党，1952年5月正式入黨。1955年，舉家遷往北京，王佩英從鄭州鐵路局調往鐵道部机关，先后在铁道部工厂设计事务所托儿所、铁道部铁路专业设计院托儿所任保育員。這段時間，家境較寬裕，張以成月薪138元，王佩英70元，有三居室住房，並請有一個保姆。1956年12月31日，最小的女兒張可心出生。1958年，全國大煉鋼鐵，王佩英也捐出了自家的大铁鍋。1959年初，因不小心將热水潑到了托儿所小孩身上，被調職到铁道部铁路专业设计院总务科任單身宿舍服务员（清潔工）。1960年11月，張以成因患肝病去世。王佩英月薪為48.5元，除了長子運生已工作并有月薪37元外，還有7個子女需要照料，家庭經濟轉為困難，後組織上决定每月给予補助30元，直到这几个孩子成年。張以成去世后不久，王佩英购买了一尊毛泽东白瓷像放在家里。
王佩英的家鄉開封在1959年至1961年期間飢荒嚴重。1961年至1962年，毛澤東和劉少奇分歧逐漸公開，王佩英支持刘少奇，認為“毛主席應該退出歷史舞台，不然他以後沒有退路”。1963年3月，王佩英曾被送往北京安定医院看病，由专业设计院派车接送。1965年之后至文革期间，王佩英先后多次公開支持刘少奇、赫魯曉夫、陳獨秀等。1965年4月，王佩英要求退黨，她認為“共產黨員都有特殊待遇，過去共產黨拋頭顱撒熱血為了解放人類，而現在共產黨是高官厚祿、養尊處優”，“領導共產黨變質的就是毛主席，赫魯曉夫說得對”。後王佩英又提出書面退黨申請（见“罪证材料”）。

### 住院和出院
鉴于当时刘少奇为党和国家领导人，为了摆脱麻烦，专业设计院不久就将其送往北京安定医院，后被转到北京安定医院分院（今回龙观医院）。1965年12月20日，病歷記載：
“治療已達五個月，病情不見好轉，若令其出院對社會影響不好。”
文革中，正值清理阶级队伍期间，1968年6月6日，北京安定医院出具出院意見：
68.6.6. 出院診斷證明，經過住院期間觀察，除高血壓病外，目前生活自理如常人，無精神異常，在住院期間思想反動，對黨不滿，經過思想教育仍不改，故由機關接出處理。

醫师  吳志長

隨後，王佩英被押送至铁道部铁路专业设计院宿舍（海淀区羊坊店铁道部宿舍100栋）的牛棚，由革命群众看押管教，期间受到毒打和折磨，并参加强迫劳动。1968年10月中共八届十二中全会将国家主席刘少奇开除出党。在此前后她先后于1968年9月9日、9月30日、10月4日在食堂高喊“劉少奇萬歲”等口號，她堅持認為劉少奇不是叛徒，并堅持自己的觀點。

### 言论
其罪证材料中摘引其反革命言论，例如：
……

□，共党居功今何在？青眼看人万里情，党员为民新风尚。

□，共产党员爱解放。骄傲自满失败了，当家作主为个人。

□，党员家丰衣足食。人民生活不堪言。衣食住行真艰难。

□，共党居功。铁打江山。共产党员。着上马衣。升官发财。躍武扬威。骑在民身。作威作富。任意剥消，劳苦大众。只顾自己，不为人民。

……

7，共产党领袖毛泽东，您领导人民干革命，走新资本主义道路……

8，共产党领袖毛泽东，共产主义百年来到。六亿人民抬手而来。

9，四大家族都走逃。五大家族毛泽东。人民财产归你手。

10，世界大战就要起，那里是太平仓呀！那里是安全地……

11，中国人民又作美奴，请向谁来解放我国民。祝向谁能解放中国人

12，敬爱党，唯心主义。革心的人，良好派。彻底解放中国……

13，定要解放台湾岛。受苦受难同胞们。蒋介石有功之臣。

14，共产党不要再落后也□要领导人民开道车。中国人不愿随你西行。因此定要打倒共产党。

15，中国人民大翻身。全党全民专政权。自由平等□实现。

16，社会主义优越性。社会主义的完成，归功于全党全民。

17，敬爱信仰周总理，千辛万苦作外交，一心一意为人民。

18，总理生活一贯制，终身目的为人类，主义总理来实现。

19，敬爱崇拜刘主席，辛辛苦苦写作品，教育人民一条心。

20，先祖革命我继续，代代传教儿孙们，全家信党万万年。

21，共产党呀！共产党啊！毛泽东呀！毛泽东啊！

22，人民对您客气。毛主席，请您自己跳下政治舞台吧！

否则全国人民，夺政权，怒气冲天那时您怎好退步？

23，共产党员王佩英是有罪之人。从今以后我退党，一生再不信。

24，因無意義没目的。誓死不信不信一定坚决坚决不信仰共产党。

退党退党速办退党手续交我本人。

谁在拉权我谁是陆月蛋，谁再教育我同上。

若对我有明确正意的处理。一人做事一人担，自心情願。总之為六億人民利益出發的，絕不考虑自己，更不顧息自己一切。

25，共产党书记王世彦您好请您给我速办退党手续。

感激共产党组织感谢您。请批准我退党吧！王佩英自述自写7.12

20.21.22共产党员政治衰退党民待他无可救药共产党失败理当然
……

“我不愿当人民的罪人，我要退党，共产党虽然前一段革命有功，但现在被胜利冲昏了头脑，停止不前了，已经站在人民头上压迫人民了。”

“共产党员都有特殊待遇。过去共产党抛头颅洒热血是为解放人类，而现在共产党是高官厚禄养尊处优。”

“我已向组织部正式宣誓，我右手打倒共产党，左手打倒反动派，双手打倒全世界人民公敌。”

“陈独秀是好人，应该永远纪念他。”

“看看现在共产党的领导干部，就是高官厚禄养尊处优。组织部李部长一天皮鞋革履西服洋装的，是个漂亮的纸人，一天什么也不干。”

“别看刘书记和梅平见了人很和气，好像……”

### 逮捕处死
1968年10月21日，中国人民解放军北京市公安局军事管制委员会以“现行反革命”罪名逮捕王佩英。她被捆绑毒打，1969年下半年被戴上牲口嚼子押往北京市各区游斗。她口内被塞入砖头，下颌被掰成脱臼。 
1970年初，北京市革命委员会保卫组提出将王佩英判处死刑。1970年1月18日，经公安部领导小组謝富治等向中共中央請示，1月22日獲批，由中國人民解放軍北京市公法軍事管制委員會下達“[70]刑字第19号”判決書，1月27日在北京工人體育場舉行公審，王佩英被判處“死刑、立即執行”。当天即被押赴蘆溝橋执行枪决。當時，由於擔心她喊出口號，她的咽喉被細繩勒住。甚至她可能在押往蘆溝橋槍決的囚車上，就已被勒死。
电台广播此批案犯罪行时，对王佩英的案情介绍如下：
十一、现行反革命犯王佩英，女，54岁，河南省人，系地主分子，铁道部铁路专业设计院勤杂工。
王犯顽固坚持反动立场，自1964年至1968年10月，书写反革命标语一千九百余张，反动诗词三十余首，公开散发到天安门、西单商场、机关食堂等公共场所，并多次当众呼喊反革命口号，极其恶毒地攻击诬蔑无产阶级司令部和我国社会主义制度。王犯在押期间仍坚持与人民为敌，疯狂地咒骂我党，其反革命气焰嚣张到极点。
……为了加强对一小撮反革命势力的专政，进一步落实毛主席“提高警惕，保卫祖国”“备战、备荒、为人民”的伟大战略方针，狠狠打击阶级敌人的反革命气焰，
……依法判处现行反革命犯王佩英死刑，立即执行。……经中华人民共和国最高人民法院核准，1970年1月27日。

### 平反
文革结束后，1979年7月31日，北京市公安局向中共北京市委提交了《关于王佩英案复查情况及处理意见的请示报告》。1980年3月7日，北京市中级人民法院对王佩英案下达了再审刑事判决书（[80]中刑监字第295号），其中称：
“查明王佩英从1963年开始患精神病。原判认定王的罪行是在其精神病状态下的胡言乱语，不应负刑事责任。”
……呼喊反革命口号”等，完全是精神病态反应。

关于原定王佩英“自一九六四年至一九六八年十月，书写反革命标语一千九百余张，反动诗词三十余首，公开散发到天安门、西单商场等公共场所”问题。经复查，王佩英自一九六八年六月六日从安定医院被接出院后，至十月二十一日被北京市公安局军管会逮捕，在单位看押的这段时间内，确实书写了标语五十一张（其中有三张无反动内容，三张写有“刘少奇万岁”，“亲人刘少奇”，“刘少奇是我救命恩人”）；书写诗词十八首（其中十一首无反动内容）；书写自……
1980年4月10日，中共铁道部专业设计院党委做出《关于为王佩英同志平反的决定》，内容如下（有删节）：
关于为王佩英同志平反的决定

王佩英同志一九一五年生，一九四九年参加工作，一九五〇年参加中国共产党，原在铁道部铁路专业设计院工作。

王佩英同志接受革命思想较早，抗日战争、第二次国共内战时期，她在日伪、国民党统治区开封、郑州、兰考、密县一带，为掩护帮助我党地下工作者，做了大量对革命有益的工作。解放以来，先后在郑州邮局、汉口铁路分局、郑州铁路管理局、铁道部铁路专业设计院等单位任业务员、监印员、办事员、保育员等职。

王佩英同志参加工作后，不计较个人得失，为了革命利益和需要，一贯服从党组织分配。她工作中勤勤恳恳，任劳任怨，积极主动，对组织上交给的各项任务，总是愉快服从，努力完成。在三反运动中，她立场坚定，夜以继日地坚决同贪污分子作斗争。……（平反决定以下部分片中未拍摄）

……一九六八年十月二十一日关进监狱，一九七〇年一月二十七日被错误地枪杀，含冤而死。

现经北京市中级人民法院复查落实，一九七〇年对王佩英同志以反革命罪处以死刑是完全错误的，应予彻底平反昭雪。

院党委决定，为王佩英同志彻底平反昭雪，恢复政治名誉，恢复党籍，对王佩英同志的一切诬蔑不实之词全部推翻。

通知所有受株连的家属、子女、亲友等同志所在单位，销毁一切受株连的材料，彻底清除影响。

中共铁道部专业设计院委员会

一九八〇年四月十日

1980年5月8日在北京八宝山革命公墓礼堂召开了王佩英同志追悼会。《人民铁道报》对此作了报道：
王佩英冤案得到平反昭雪

专业设计院党委最近作出决定，为在林彪、“四人帮”极左路线影响下被迫害致死的王佩英同志彻底平反昭雪，恢复政治名誉，恢复党籍，一切诬蔑不实之词应予全部推倒。

王佩英同志是专业设计院保育员，从一九六三年患精神分裂症，但在文化大革命中，竟把她在精神不正常的情况下说的话，定为现行反革命言论，撵出医院，残酷批斗，并于一九六八年被捕入狱，于一九七〇年一月被迫害致死。

王佩英同志一九一五年生，河南省开封市人，一九四九年参加革命工作，一九五〇年加入中国共产党。早在抗日战争、解放战争时期，她就做了大量对革命有益的工作。全国解放后，她当过业务员、监印员、办事员和保育员，不计较个人得失，勤勤恳恳地为党工作。王佩英同志是一位好同志、好党员。

五月八日，在北京八宝山革命公墓礼堂，为王佩英同志举行了追悼会。铁道部副部长刘建章、政治部副主任黄新义、机关党委副书记赵椿、专业设计院领导同志李荣村、葛振俭，王佩英同志生前友好和专业设计院职工四百多人参加了追悼会。

在追悼会前，刘建章等领导同志接见了王佩英同志的亲属。

（本报记者）

2011年6月9日，北京市高級人民法院签发了提审案件刑事判决书（(2011)高刑提字第304号）判決王佩英無罪，并撤销了其患精神分裂症的判词，為其徹底平反昭雪。

## 纪念
2010年，有数百人参加了纪念王佩英诞辰95周年和遇害四十周年会，茅于轼在会上发表讲话。

## 家庭
- 夫：張以成（1911年-1960年）
- 長女：張玲玲（夭折）
- 長子：張運生
- 二子：張貴生
- 三子：張大中 国美电器集团主席
- 四子：張大江
- 五子：張大路
- 六子：張大圃
- 幼女：張可心

## 类似人物
- 陈里宁
- 王景瑞
- 遇罗克
- 张志新

### 引用
1. 1 2 3  见专题片《我的母亲王佩英》
2. 1 2  郭宇宽，寻找王佩英，炎黄春秋2010年第5期
3. ↑  王佩英冤案得到平反昭雪，人民铁道报1980年5月18日第三版
4. ↑  平反，法治周末，2011-08-23[永久]

## 外部連結
- 王佩英个人网站 （页面存档备份，存于）
- 王佩英官方网站[永久]
- 王友琴：紀念一位英雄的母親，《開放雜誌》
- 张大中：《我的母親王佩英》 （页面存档备份，存于），YouTube影像檔案
- A Grim Chapter in History Kept Closed （页面存档备份，存于），《纽约时报》，2010年7月22日